# Тапиоваара, Нюрки
Вейкко Нюурикки (Нюрки) Тапиоваара (фин. Veikko Nyyrikki (Nyrki) Tapiovaara; 10 сентября 1911, Питаянмяки, Нюландская губерния — 29 февраля 1940, Тохмаярви, Куопио или Суоярви) — финский кинорежиссёр. Несмотря на очень короткую карьеру, считается одним из самых выдающихся и талантливых режиссёров Финляндии.

## Жизнь и карьера
За несколько лет Тапиоваара снял всего пять фильмов, последний из которых он не успел завершить. Самая известная картина режиссёра — Varastettu kuolema (Украденная смерть). Фильм основан на произведении Рунара Шильдта «Lihamylly» (Мясорубка), которое повествует о реакции в Финляндии на политику Николая II в начале XX века. Многие сцены из картин Тапиоваара стали классикой финского кинематографа. Очевидно, что на творчество режиссёра оказали влияние работы французских мастеров кино. Тапиоваара придерживался левых политических взглядов, что было редкостью в Финляндии 1930-х годов. Режиссёр был активным членом культурного общества «Киила».
Нюрки Тапиоваара погиб в Северном Приладожье за две недели до окончания Зимней войны.

## Фильмография

### Режиссёрские работы
- Juha (Юха) (1937)
- Varastettu kuolema (Украденная смерть) (1938)
- Kaksi Vihtoria (Два Вихтори) (1939)
- Herra Lahtinen lähtee lipettiin (1939)
- Miehen tie (Путь человека) (1940) (не закончил, съёмки завершили Эрик Бломберг и Хуго Хютёнен)

### Сценарии
- Juha (1937) (в титрах не указан)
- Kaksi Vihtoria (1939)
- Herra Lahtinen lähtee lipettiin (1939)
- Miehen tie (1940)

### Актёрские работы
- Varastettu kuolema (1938)
- Kaksi Vihtoria (1939)